# VSK Humanita Praha

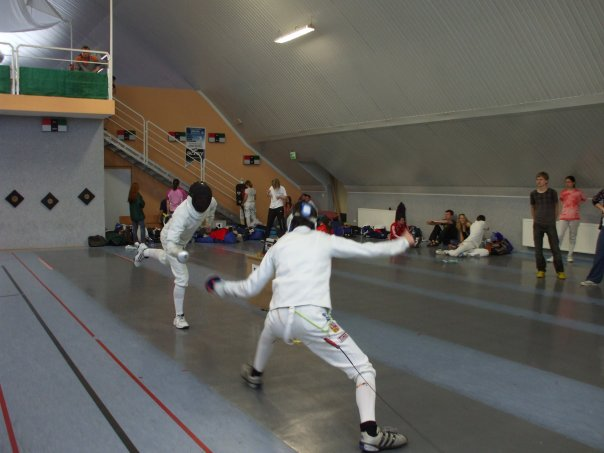
Michal Čupr flešuje na Richarda Pokorného ve finále MČR juniorů

Tento oddíl sportovního šermu je součástí Vysokoškolského sportovního klubu Humanita. Oddíl šermu je jedním ze sedmi, které sdružují zájemce o aktivní sportovní činnost. Členové se zpravidla rekrutují z řad studentů Univerzity Karlovy, ale zároveň v oddíle působí šermíři i z jiných vysokých škol, dokonce i mládež.
Český šermířský svaz jej označuje za jeden z nejúspěšnějších oddílů v přípravě šermířů pro reprezentaci České republiky.

## Historie

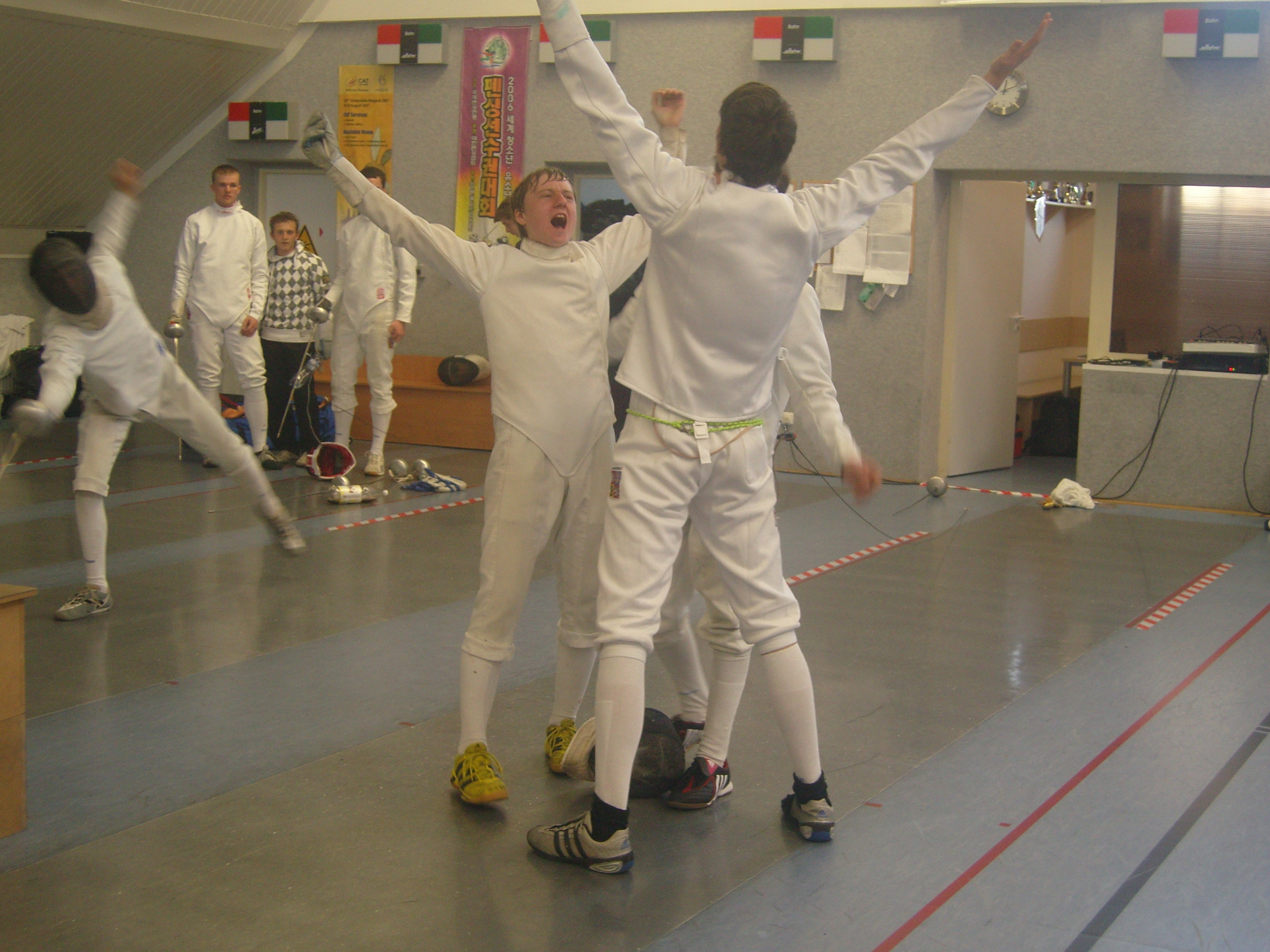
Juniorské družstvo v roce 2009

Oddíl VSK Humanita byl založen na podzim roku 1963 Blankou Malátovou jako vysokoškolský oddíl TJ Slavia HF jeho předchůdcem byly zájmové oddíly šermu vypisované katedrou tělesné výchovy pro studenty Univerzity Karlovy. Zprvu spíše rekreační činnost se záhy stala činností závodní, postupně ve všech třech zbraních. Původní trenérské kvarteto tvořili Jaroslav Krůba, Marie Krůbová, Jiří Střelák a Blanka Malátová, v 70. letech přibyl Václav Perlík, Karel Anderle a Jan Kvíčala.
V 90. letech postupně s výchovou dorostu přišly i závodní výsledky, hlavním trenérem byl již stabilně Karel Anderle. Pod jeho vedením se juniorskému družstvu podařilo v roce 1997 získat zlatou medaili v šavli družstev ve složení: Andere Petr, Dostál Jan, Dlabal Petr.
V roce 1998 oddíl opustil šermírnu v Opletalově 26 a přesunul se do Bruslařské v Hostivaři.

## Sezóna 2007/2008

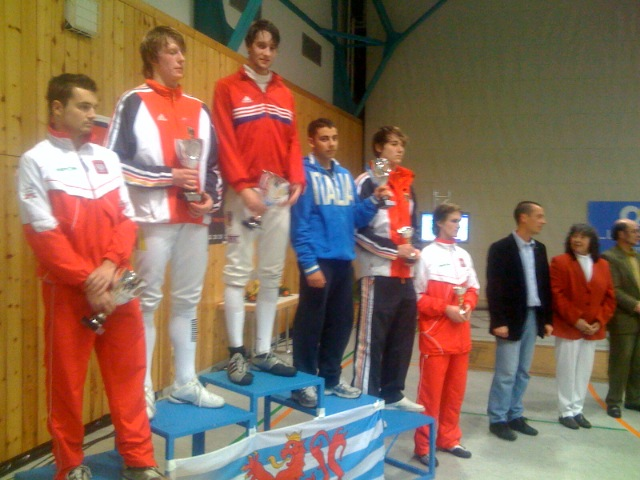
Richard na stupni vítězů v Lucemburku

V roce 2007 zemřel dlouholetý trenér Karel Anderle. Po něm převzal štafetu jeho syn Petr Anderle a Jan Dostál. Na jaře 2008 se předsedou oddílu stala Anežka Bíziková a hlavním trenérem Jan Dostál. Pod jeho vedením oddíl začal sklízet úspěchy. Richard Pokorný získal zlato na MČR v kategorii juniorů a bronz v kategorii kadetů. Seniorské družstvo ve složení Dostál Jan, Pokorný Richard, Gianetti Giuliano, Havel Radek, přivezlo z MČR v Liberci stříbrnou medaili. Richard Pokorný spolu s českou kadetskou reprezentací získal na mistrovství Evropy kadetů stříbrnou medaili v kategorii družstev.

## Sezóna 2008/2009

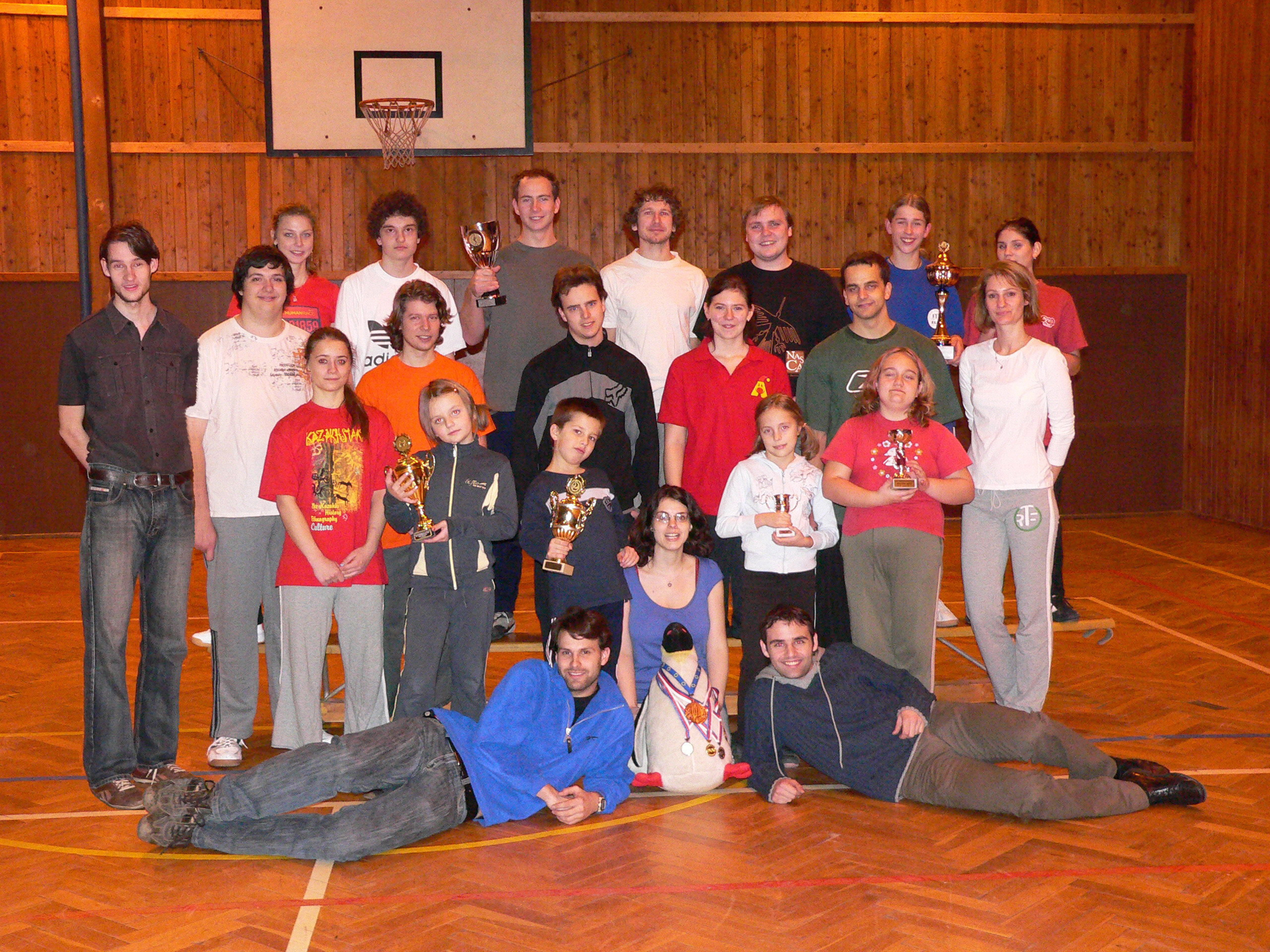
Humanita v roce 2009

- Oddíl začal nově trénovat v tělocvičně SOU a SOŠ BEAN na Českobrodské 362/32a.
- 18. ledna 2009 po deseti letech oddíl pořádá první Turnaj – ZLATÁ ŽELVA BEAN 2009
- Ve spolupráci s SOŠ a SOU Bean vzniká záměr založit sportovní lyceum se zaměřením na ekonomiku a sportovní šerm.
- Juniorský světový pohár v Lucemburku – 1. Místo Richard Pokorný
- Juniorský světový pohár 41. Uhlmann Cup Laupheim – 1. místo Richard Pokorný
- Mistrovství světa juniorů v Belfastu – 8. místo Richard Pokorný
- Mistrovství republiky juniorů – 1. místo Richard Pokorný

## Sezony 2010-2016
V období 2010 až 2016 omezil oddíl svou aktivitu ve výchově mládeže a tréninky se zpět přesunuly do SCUK Hostivař. V tomto období se VSK Humanita Praha zaměřovala převážně na zajišťování zápočtové výuky pro studenty Univerzity Karlovy. Richard Pokorný pokračoval ve své sportovní kariéře v seniorské reprezentaci, kde se stal stabilním členem.

## Současnost
V současné době oddíl trénuje v SCUK Hostivař a zaměřuje se na trénink studentů UK.